# 2011年7月韓國暴雨

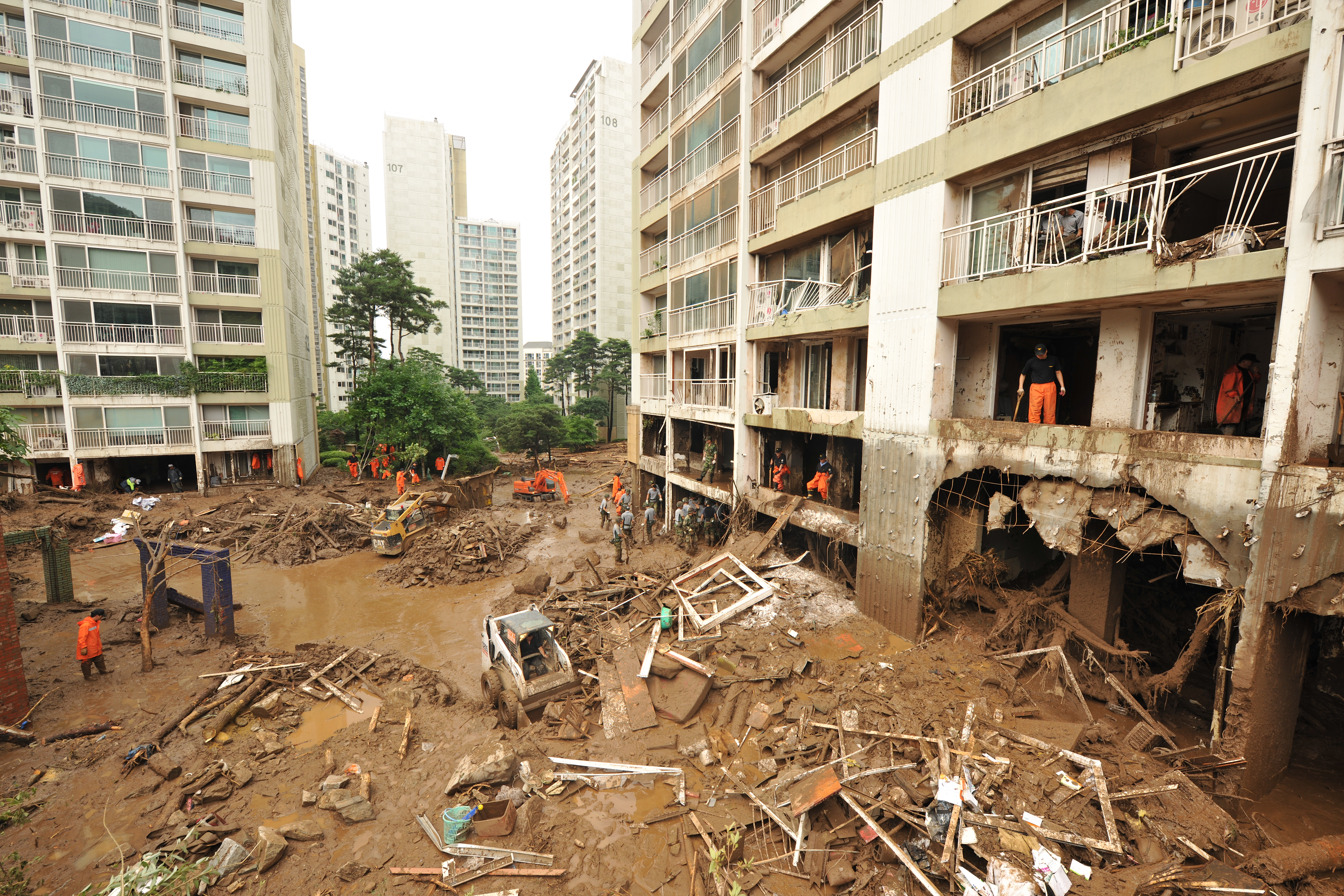
暴雨后的城市

2011年7月韓國暴雨開始於2011年7月25日，在京畿道、首爾、江原道這些地方持續三天，為韓國百年一遇的暴雨，造成至少幾十人死亡，數千幢房屋被衝毀導致有約萬名災民產生。

## 災情
此為韓國104年一遇的暴雨。從7月26日晚至28日三天不到的時間累計500公釐的降雨量，破了1907年7月來的最高記錄。暴雨造成首爾市瑞草區牛眠洞、方背洞、南太嶺這些地方分別發生山體滑坡導致16人死亡，江原道春川新北民宿被土石流衝毀造成仁和大學有13位學生去世，而京畿道坡州的的一個工廠也遭土石流衝擊，造成三人死亡。京畿道的其他地方如光州、抱川、果川、東豆川、龍仁、漣川、驪州、楊平等地也傳出人員死亡與失蹤。首爾市的暴雨還造成約10枚50年代的地雷被衝走。南韓軍隊已派出4萬大軍來協助救災撤離，首爾市藝術殿堂的許多名畫如羅-塞尚的《打牌人》、米勒的《春》險些遭毀。
目前韓國政府估算光汽車損失已造成3800萬美元的價值。
截至2011年7月28日23時的記錄首爾的避難人數為1048戶1638人、京畿道為4071戶8962人等共出現5193戶10776名災民，60人死亡10人失蹤。

## 暴露問題
此次暴雨暴露了韓國城市設計時部分地区沒有重視防災等问题。